# Natalia Ariza
Natalia Ariza Díaz (Bogotá, Distrito Capital, Colombia; 21 de febrero de 1991). Juega como defensa o mediocampista en la Selección femenina de fútbol de Colombia.

## Trayectoria
Mayor por cinco minutos que su hermana gemela Tatiana, empezó la práctica de este deporte desde temprana edad, con la colaboración y entusiasmo de su padre.
Participó en el Campeonato Sudamericano Femenino Sub-17 de 2008, realizado en Chile, donde contribuyó a la consecución del primer puesto y la clasificación a la Copa Mundial Femenina de Fútbol Sub-17 realizada en Nueva Zelanda en noviembre del mismo año, pese a no ser titular en ninguna de las dos competencias.
Fue también integrante de los equipos que disputaron el Campeonato Sudamericano Femenino Sub-20 de 2008 y los Juegos Bolivarianos de 2009.
En el 2010, integra el equipo que compitió y logró el segundo lugar más la clasificación a la Copa Mundial en Alemania en el Campeonato Sudamericano Femenino Sub-20 de 2010, esta vez como titular, haciendo dúo defensivo con Natalia Gaitán confirmando su progresión deportiva y aportando al rendimiento general del equipo.
En Alemania, participó en cuatro de los cinco partidos que disputó el equipo, como defensa lateral derecha.
Actualmente juega con Austin Peay Governors, de la citada universidad, en Clarksville, Tennessee.